# Eugraphosia rubrizonea
Eugraphosia rubrizonea är en fjärilsart som beskrevs av George Francis Hampson 1918. Eugraphosia rubrizonea ingår i släktet Eugraphosia och familjen björnspinnare. Inga underarter finns listade i Catalogue of Life.